# 日本大学スキー部レイプ事件
日本大学スキー部レイプ事件（にほんだいがくスキーぶレイプじけん）は、2007年（平成19年）に発生したレイプ事件。

## 概要

### 事件発生と虚偽の報告
2007年10月に日本大学スキー部に所属する男子部員が東京都世田谷区での強姦致傷容疑で逮捕される。翌11月には日本大学入学前に札幌市で起こしていた別の強姦容疑で再逮捕された。このことで11月には日本大学を退学処分となっていた。翌年4月には懲役4年の実刑判決が下りていた。
だが当時にスキー部の監督であった早坂毅代司は全日本学生スキー連盟に対して、この強姦事件はスキー部の活動とは関係は無く、犯人の男子部員は自主退学したと虚偽の報告をしていた。このことで日本大学スキー部は翌年1月のインターカレッジへの出場が認められ、そこでは男女ともに総合優勝していた。

### 事実の判明と処分
実際は犯人は退学処分であったのを自主退学と報告していたこと、事件の現場へはスキー部の合宿所から向かっていたこと、全日本学生スキー連盟への報告文書はスキー部部長の名で出されていたものの実際はスキー部部長の承諾は無かったことが判明。このことから日本大学スキー部は重い処分が科されることとなる。
早坂毅代司は全日本学生スキー連盟理事であったが2008年4月に辞任。全日本学生スキー連盟は2008年7月12日の理事会で、日本大学を無期限の出場停止処分とする。佐々木峻全日本学生スキー連盟理事長は、日本大学がしっかりとした対応を取ることができれば処分を解くことを検討するため無期限とした。スキー部の島方洸一部長と早坂毅代司監督は、2008年9月末に辞任した。